# Viminaria juncea
Genre
Viminaria juncea est un genre de plantes à fleurs dicotylédones de la famille des Fabaceae, sous-famille des Faboideae, originaire d'Australie.
C'est l'unique espèce acceptée du genre Viminaria (genre monotypique).